# 粗體高䲁
粗體高䲁（學名：Hypsoblennius robustus），為輻鰭魚綱鳚形目䲁科高䲁屬的一種，分布於東南太平洋祕魯海域，體長可達3.9公分，棲息在沿海淺水域，雌魚產附著性卵，雄魚有護卵行為，生活習性不明。